# Melanotaenium arthraxonis
Melanotaenium arthraxonis är en svampart som först beskrevs av Thirum. & Pavgi, och fick sitt nu gällande namn av Vánky 1997. Melanotaenium arthraxonis ingår i släktet Melanotaenium och familjen Melanotaeniaceae.   Inga underarter finns listade i Catalogue of Life.